# Some Love Lost
Albums de Joe Budden
No Love Lost
(2013) All Love Lost
(2015)
Some Love Lost est un EP de Joe Budden, sorti le 4 novembre 2014.

## Liste des titres
| No | Titre                                                                     | Durée |
| -- | ------------------------------------------------------------------------- | ----- |
| 1. | Intro (Produit par Karon Graham)                                          | 1:45  |
| 2. | The Way You Love Me (featuring Felicia Temple – Produit par Karon Graham) | 4:13  |
| 3. | Only Human (featuring Emanny – Produit par Karon Graham)                  | 8:46  |
| 4. | Alive (Produit par DJ Pain 1)                                             | 6:31  |
| 5. | Poker in the Sky (Produit par 8 Bars)                                     | 5:18  |
| 6. | OLS4 (Produit par The Breed)                                              | 5:10  |
| 7. | Different Love (Produit par 8 Bars)                                       | 5:05  |